# Кубок наслідного принца Катару 2001
Кубок наслідного принца Катару 2001 — 7-й розіграш турніру. Матчі відбулися з 26 квітня по 4 травня 2001 року між чотирма найсильнішими командами Катару сезону 2000—01. Титул переможця змагання виборов клуб Ар-Райян, котрий з рахунком 5:0 переміг у фіналі Аль-Арабі.
| Володар Кубка наслідного принца Катару 2002 |
| ------------------------------------------- |
|                                             |
| Ар-Райян Третій титул                       |

## Формат
У турнірі взяли чотири найуспішніші команди Чемпіонату Катару 2000-01.
- Чемпіон — «Аль-Вакра»
- Віце-чемпіон — «Аль-Арабі»
- Бронзовий призер — «Аль-Таавун»
- 4 місце — «Ар-Райян»

## Півфінали

### Перші матчі
| 26 квітня 2001 |

| Аль-Вакра | 1:7 | Ар-Райян |
| --------- | --- | -------- |
|           |     |          |

|  |

| 27 квітня 2001 |

| Аль-Арабі | 1:0 | Аль-Таавун |
| --------- | --- | ---------- |
|           |     |            |

|  |

### Повторні матчі
| 29 квітня 2001 |

| Ар-Райян | 1:1 | Аль-Вакра |
| -------- | --- | --------- |
|          |     |           |

|  |

| 30 квітня 2001 |

| Аль-Таавун | 0:0 | Аль-Арабі |
| ---------- | --- | --------- |
|            |     |           |

|  |

## Фінал
| 4 травня 2001 |

| Ар-Райян | 5:0 | Аль-Арабі |
| -------- | --- | --------- |
|          |     |           |

|  |